# Viskear, Pernik
Viskear (în bulgară Вискяр) este un sat în comuna Pernik, regiunea Pernik,  Bulgaria. 

## Demografie
Componența etnică a satului Viskear
     Bulgari (96,07%)
     Nicio identificare (3,92%)
     Altele (0%)
La recensământul din 2011, populația satului Viskear era de 102 locuitori. Din punct de vedere etnic, majoritatea locuitorilor (96,07%) erau bulgari. Pentru 3,92% din locuitori nu este cunoscută apartenența etnică.